# Alessandra Locatelli
Alessandra Locatelli, née le 24 septembre 1976 à Côme, est une femme politique italienne. Membre de la Ligue du Nord, elle est ministre pour la Famille et le Handicap entre le 10 juillet et le 5 septembre 2019 dans le gouvernement de Giuseppe Conte puis ministre du Handicap depuis le 22 octobre 2022 dans le gouvernement de Giorgia Meloni.

## Biographie

### Études et vie professionnelle
Alessandra Locatelli est diplômée en sociologie de l'université de Milan-Bicocca,. Elle est éducatrice spécialisée dans les soins aux personnes ayant une déficience mentale. En mars 2016, elle devient secrétaire municipale de la Ligue du Nord à Côme. Aux élections municipales de 2017, elle est élue au conseil municipal de Côme, puis nommée maire suppléante et assesseur par le maire Mario Landriscina. 

### Chambre des députés
Lors des élections générales du 4 mars 2018, elle est élue à la Chambre des députés pour la circonscription de Lombardie 2. Elle entre en fonction le 23 mars suivant.

### Ministre pour la Famille et le Handicap
Le 10 juillet 2019, elle est nommée ministre sans portefeuille, chargée de la Famille et du Handicap au sein du gouvernement Conte, en remplacement de Lorenzo Fontana, nommé ministre pour les Affaires européennes. Alessandra Locatelli prête serment le même jour. En 2019, elle demande la mise en place d'une commission d'enquête nationale sur l'action des maisons d'accueil chargées des mineurs, à la suite du scandale de l’affaire Bibbiano.